# 鳴沢賢一
鳴沢 賢一（なるさわ けんいち、1975年5月13日 - ）は、日本のAV男優。身長176cm、血液型B型。愛称は「ゴロー」。中国でも「土狼」の愛称で人気がある。1997年、AV男優デビュー。

## 経歴
ゲーム製作会社ヒューマン勤務時代に新宿ロフトプラスワンにて行われたAVイベントにてAV女優にフェラチオしてもらうというゲームに参加、それを見ていたh.m.pのプロデューサーにスカウトされ、汁男優となる。その後ヒューマンの倒産と共に専業AV男優となる。
AV男優としての過去最高年収は1000万円と明かす。セックス経験人数は推定二千人。出演本数は2000本以上である。
イラストの心得があり、2011年頃にはアダルトゲーム雑誌「BugBug」でイラストコラムを連載、同人イベントでもサークル「ゴロー屋」などの名義でイラスト同人誌や同人AVを出している。
2021年4月には、バーチャルYouTuber「ゴロー」としてもデビュー。アバターのキャラクターデザインも自ら担当し、TMAとタマトイズによるVTuberプロジェクト「たまぷろじぇくと」の一員として活動している。

## 愛称について
2006年（平成18年）にTMAからリリースされた『Fate/stay night』のパロディー作品『Faith/stay knight』において主人公“間宮ゴロー”（元ネタは衛宮士郎）を演じたことから、インターネット上でゴローと呼ばれるようになる。
鳴沢が2007年（平成19年）に出演した作品である『きら☆すた』では、谷口役として出演した特典映像のクレジットに於いて括弧書きで“ゴロー”とも表記されている。ここから谷口ゴローと呼ばれることもある。

## 主な出演作品

### 映画
2013年
- セックスの向こう側〜AV男優という生き方

### オリジナルビデオ
2001年
- 痴漢な関係 待ち濡れるOL

2003年
- 狂乱のエロ妻たち

### アダルトビデオ
- 「家庭教師でトライ!」シリーズ（受験生役）

2005年
- コスプレ女子校生リターンズ

2006年
- Faith/stay knight（間宮ゴロー）
- それが私の御主人様
- 涼宮ハヒルの憂鬱（谷口）

2007年
- 涼宮ハヒルの消失（谷口）
- ロゼーン・メイデン（シュン）
- きら☆すた（白木みのる・谷口）
- コスプレ無双（諸葛亮、曹丕）

2008年
- 処女喪失 渋谷はるき
- EVER RE-TAKE（シンシ）
- CLONNAD

2009年
- 30歳なのに保健体育
- 軽音部!（友情出演）

2010年
- コスプレイヤー みづなれい
- 巨乳混浴コンパニオン 〜お一人様に爆乳コンパニオン2名付きで3POK!飲んでさわって絶対ヤレるハーレム温泉〜（部下）

2011年
- 俺の義妹がこんなにエロいわけがない（高坂京介）
- コスプレイヤー 今村美穂
- ロケットおっぱい20人! マイクロビキニでドキッ!巨乳だらけの水泳大会2011（審判）
- 部活帰りの日焼けした○学生に青姦中出し

2012年
- Faith/ero

2017年
- けも耳コスプレイヤーズ ～ようこそパクリパークへ～ （ハッピービースト、エロリアン）

2019年
- Deep Web Underground（オタク）

## 連載
- BugBug「AV男優ゴローの主は冷たい土の中に」（イラスト付きコラム、2011年4月号より）